# Сайнаг-Алдар
Сайна́г-Алда́р (осет. Сайнаг-Æлдар) — один из персонажей осетинского нартского эпоса, отец красавицы Агунды и родственник нартских родов Бората и Ахсартагката.

## Мифология
В нартском эпосе Сайнаг-Алдар показан как враг нартских героев Сослана, Хамыца и Батрадза. Сайнаг-Алдар часто вмешивается в войны между родами Бората и Ахсартагката, попеременно становясь на сторону одного из родов. По совету Сайнаг-Алдара, Бурафарныг, который является противником Батрадза, решает его отравить. По просьбе Нартов, которые оскорбились поведением Хамыца по отношению к их жёнам, Сайнаг-Алдар убивает Хамыца, тем самым навлекая на себя гнев его сына Батрадза, от руки которого он и гибнет.
Собственно говоря, Сайнаг-Алдар — это не имя, а титул («хозяин Чёрной Горы»), и в эпосе, несомненно, под этим именем фигурируют как минимум два разных персонажа: убийца Хамыца — это явно не тот Сайнаг-Алдар, который является отцом Сайнагон (и, таким образом, прадедом Хамыца и прапрадедом Батрадза), а один из его потомков.

«Бурафарныг обращается к союзнику Сайнаг-Алдару и втягивает в заговор „отребье Ахсартагката“. Затем Бората предусмотрительно ограничивают своё участие тем, что указывают убийце дорогу, по которой обычно следует намеченная жертва: Хамыца убивают врасплох. Месть Батрадза страшна. Одного за другим карает он Сайнаг-Алдара, Бурафарныга, его сыновей и становится гонителем не только Нартов, но и небесных духов, так что сам бог вынужден вмешаться и предать его смерти» .

## Источник
- Ж. Дюмезиль, Осетинский эпос и мифология, Владикавказ, изд. Наука, 2001.
- Дзадзиев А. Б., Этнография и мифология осетин, Владикавказ, 1994, ISBN 5-7534-0537-1